# 蓋伊·斯科特
盖伊·林赛·斯科特博士（英語：Dr Guy Lindsay Scott，1944年6月1日—），曾在2011年至2014年间担任赞比亚副总统。2014年10月28日，总统迈克尔·萨塔因病于伦敦去世，他短暂成为赞比亚代理总统。斯科特是自1994年南非国家总统弗雷德里克·威廉·德克勒克离职之后，非洲首位担任国家元首的白人政治家。

## 簡歷
斯科特1944年生于北罗得西亚的利文斯顿。他的父亲亚历克·斯科特在1927年移居赞比亚，母亲格蕾丝在1940年移民赞比亚。
斯科特在南罗得西亚(今津巴布韦)完成他的教育，之后获英国剑桥大学经济学学士学位和萨塞克斯大学认知科学硕士和人工智能博士学位。他的父亲是赞比亚民族主义者的盟友，是反殖民主义政府报纸的创始人，1950年代担任卢萨卡联邦议会议员。斯科特子承父业，1965年进入赞比亚财政部工作，期间还担任《东部和中部非洲商业和经济》的副主编。1970年斯科特开始经商，经营小麦、草莓和一系列淡季蔬菜。1980年代还在牛津大学研究机器人，在苏塞克斯大学研究人工智能，1986年被授予博士学位，其研究课题是“本地和全球移动图像的解释”（Local and global interpretation of moving images）。
斯科特在1990年加入了多党民主运动(MMD)，并当选为国家农业委员会主席。在1991年的大选中当选为国会议员（姆皮卡选区），随后被任命为农业、食品和渔业部长。在1992年1月和2月的赞比亚“世纪干旱”期间他紧急安排从海外进口储备玉米，控制旱情，并在1992 - 93年获得“大丰收”。
1996年斯科特退出多党民主运动，与ZNFU总裁Ben Kapita联合组建利马党。2001年他加入赞比亚爱国阵线，2006年大选中重新当选国民议会议员。
2011年9月20日赞比亚举行总统选举，他作为迈克尔·萨塔的竞选伙伴击败多党民主运动的鲁皮亚·班达赢得选举。2011年9月29日宣誓就任赞比亚副总统。
2014年10月28日，赞比亚总统迈克尔·萨塔在英国伦敦一家医院病逝，斯科特成为临时总统。赞比亚宪法要求在90天内举行新的选举，以选出新总统。由于斯科特是苏格兰血统，父母并非出生于赞比亚，依据赞比亚宪法将无法成为总统候选人（前总统奇卢巴为防止政敌肯尼思·卡翁达重新掌权而制定这条宪法，卡翁达父亲出生在马拉维）。